# Jurij Vasziljevics Isztomin
Jurij Vasziljevics Isztomin (ukránul: Юрій Васильович Істомин, oroszul: Юрий Васильевич Истомин; Harkov, 1944. július 3. – 1999. február 6.) ukrán labdarúgó.

## Pályafutása

### A válogatottban
1967 és 1972 között 34 alkalommal szerepelt a szovjet válogatottban. Részt vett az 1968-as és az 1972-es Európa-bajnokságon, illetve az 1972. évi nyári olimpiai játékokon.

## Sikerei, díjai
CSZKA Moszkva
- Szovjet bajnok (1): 1970

Szovjetunió
- Európa-bajnoki döntős (1): 1972
- Olimpiai bronzérmes (1): 1972